# Mico melanurus
O sagui-do-cerrado (nome científico: Mico melanurus) é uma espécie de primata do Novo Mundo encontrado da Amazônia na Bolívia, cerrado no Brasil e chaco no Paraguai.É o único do gênero Mico que ocorre naturalmente fora do Brasil. Originalmente foi considerado como subespécie de Mico argentatus.